# Fernandez Point
Der Fernandez Point (englisch; spanisch Punta Fernández) ist eine Landspitze von Low Island im Archipel der Südlichen Shetlandinseln. Sie liegt nordöstlich des Jameson Point und trennt die Kazichene Cove im Süden von der Smochevo Cove im Norden.
Die Benennung geht auf argentinische Wissenschaftler zurück. Der weitere Benennungshintergrund ist nicht überliefert.